# Crimine di guerra
Un crimine di guerra è una violazione punibile, a norma delle leggi e dei trattati internazionali, relativa al diritto bellico da parte di una o più persone, militari o civili. Ogni singola violazione delle leggi di guerra costituisce un crimine di guerra.

## Fattispecie
I crimini di guerra comprendono (nella maggioranza delle interpretazioni) le violazioni delle protezioni stabilite dalle leggi di guerra ed anche il mancato rispetto delle norme e delle procedure di combattimento, come ad esempio l'attaccare quando viene  esposta una bandiera bianca indicante un cessate il fuoco o l'uso truffaldino della stessa bandiera bianca per dissimulare la condizione bellica, preparare e dare inizio ad un attacco. Viene tutelato anche l'uso dei segni distintivi della Croce Rossa e Mezzaluna Rossa Internazionale e degli altri segni protettivi.
Comprendono anche gli altri atti contrari al diritto internazionale umanitario, quali il maltrattamento dei prigionieri di guerra o dei civili, sanciti dalle Convenzioni di Ginevra.

## La legislazione

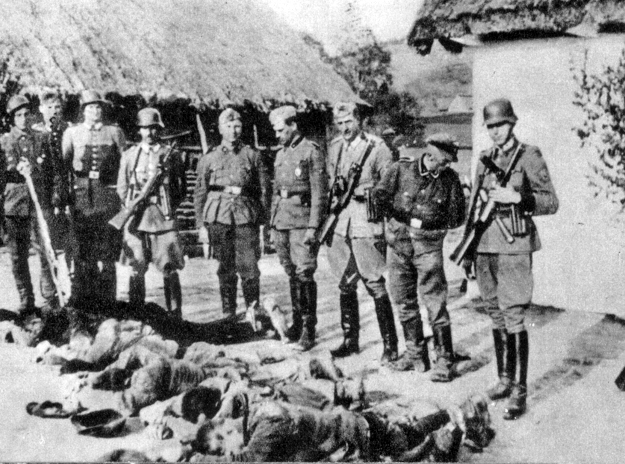
Massacro di civili polacchi operato da truppe tedesche, 1943.

Tenuto conto che la locuzione è vastamente usata nella dialettica politica con variabilità di significati, in giurisprudenza la precisa determinazione della configurabilità del reato di crimine di guerra attiene invece alle singole legislazioni nazionali, le quali possono ben prevederla (e dunque circostanziarne gli elementi costitutivi) in seno al proprio ordinamento, ovvero recepirla per effetto di trattati esterni all'ordinamento stesso.
Il diffuso riferimento alle leggi di guerra, contenuto nella maggioranza delle normazioni in argomento, rende talvolta più labile, se non la configurabilità, almeno l'ortodossa applicabilità a fini sanzionatori della previsione penale, in quanto la definizione e la ratifica di regolamentazioni sui modi bellici non è onnivalente, né aggiornata agli ambiti operativi di belligeranza del momento. Quanto all'adesione a convenzioni (come le Convenzioni di Ginevra) o ad altri patti internazionali, intanto non è nemmeno questa universale (non è infatti sottoscritta e ratificata da tutti gli stati) ed inoltre si trova spesso in conflitto (o se ne riesce spesso ad intravedere l'antiteticità) con le norme costituzionali dei singoli paesi, in genere fonti supreme di diritto dei rispettivi ordinamenti.
I crimini di guerra rappresentano un tema di centrale importanza nell'ambito del diritto internazionale umanitario anche perché, a seguito del processo di Norimberga, si provò a codificarne le risultanze nel diritto positivo: si cominciò con il "Codice di Norimberga", contenente un'articolata proposta di normazione per talune fattispecie, e si proseguì con l'istituzione di tribunali internazionali ad hoc, per finire con la nascita della Corte penale internazionale grazie allo Statuto di Roma.
Esempi recenti di procedure giudiziarie per crimini di guerra sono lo "International Criminal Tribunal for the Former Yugoslavia" e lo "International Criminal Tribunal for Rwanda", istituiti dal Consiglio di Sicurezza delle Nazioni Unite sulla base del Capitolo VII dello Statuto delle Nazioni Unite.
La Corte penale internazionale (International Criminal Court - ICC), una corte situata a L'Aia e basata sul trattato di Roma del 17 luglio 1998, è entrata in funzione il 1º luglio 2002 per i processi relativi ai crimini di guerra commessi a partire da tale data. Tuttavia, alcune nazioni, tra cui le principali sono gli Stati Uniti, la Cina e Israele hanno criticato l'istituzione della corte, rifiutando di partecipare ad essa e di permettere alla corte di avere giurisdizione sui propri cittadini.
Al momento sono stati accusati di aver commesso crimini di guerra e sotto processo alcuni ex-presidenti, o capi di governo tra cui Karl Dönitz, Hideki Tōjō, Charles Taylor, Saddam Hussein e Slobodan Milošević.

## Aspetti controversi

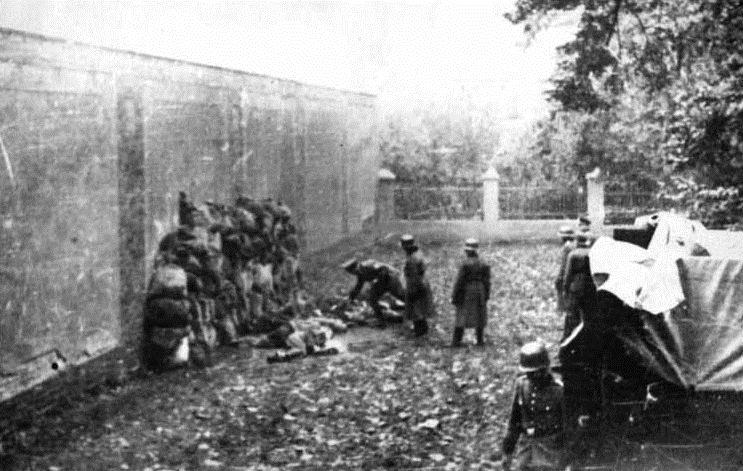
Esecuzioni sommarie di polacchi da parte dell'Einsatzkommando nel 1939.

Le Convenzioni di Ginevra stipulate prima del 1949 stabilivano per la prima volta una base giuridica del diritto internazionale per quanto riguarda la condotta durante la guerra. Non tutti i paesi firmatari del trattato tuttavia si erano impegnati a mantenere i valori da esso enunciati durante la condotta di guerra, anzi alcuni di essi hanno sistematicamente violato le Convenzioni di Ginevra sfruttando le ambiguità del diritto o eseguendo delle manovre politiche per sottrarsi alle leggi.
Tuttavia oggi anche la definizione di uno "stato di guerra" può e deve essere discussa, soprattutto in virtù dell'introduzione della Carta delle Nazioni Unite del 1945: se la guerra stessa è diventata "azione criminale", il termine "crimine di guerra" ha perso la propria efficacia. La "perseguibilità del reato" riposa principalmente sui diversi sistemi di accordi "ad hoc" - da parte delle organizzazioni internazionali, sovranazionali e militari - nel pianificare le uniche operazioni consentite dalla Carta delle Nazioni Unite: le operazioni di pace. Paradossalmente le Convenzioni di Ginevra del 1949 hanno un certo grado di effettiva applicazione al di fuori di ciò che alcuni possono considerare da una situazione di "guerra" che necessita, spesso in settori in cui persistono conflitti armati sufficienti per provocare instabilità sociale.

## Precedenti storici

### Germania
Durante la seconda guerra mondiale la Wehrmacht e le Waffen SS commisero crimini di guerra spesso durante le epurazioni polacche e degli altri paesi annessi o conquistati come Jugoslavia, Ungheria e Francia rastrellando le città per internare come forza lavoro o sterminare i residenti opposti al regime nazista. Inoltre la direzione delle SS si rese attivamente partecipe al piano di genocidio degli ebrei attraverso l'utilizzo di campi di sterminio ed al programma di soppressione forzata dei disabili ed altre minoranze.

### Giappone
L'esercito imperiale giapponese si macchiò di gravissimi crimini contro civili e prigionieri di guerra soprattutto cinesi durante la seconda guerra sino-giapponese, proseguendo nel più ampio teatro della seconda guerra mondiale.

### Italia
I crimini di guerra compiuti dall'esercito italiano sono individuabili in due periodi storici: l'epoca colonialista e la seconda guerra mondiale. 
Durante gli anni del colonialismo italiano si segnalano vari crimini in diversi paesi africani assoggettati all'Italia, andando dalle deportazioni, rappresaglie ed esecuzioni sommarie nella Libia italiana subito dopo la cessione da parte dei turchi, sconfitti nella guerra italo-turca, fino alla guerra per la conquista dell'Etiopia nell'ambito del progetto imperiale fascista, con utilizzo di armi chimiche e repressione dei civili. 
Durante la seconda guerra mondiale invece furono segnalate fucilazioni di civili, saccheggi e violenze nei campi di prigionia in Grecia e nei paesi balcanici, pattugliati da truppe italiane dopo l'occupazione nazifascista. Nonostante le scarse informazioni, diversi casi di atrocità sono registrati anche durante la campagna di Russia italo-tedesca, seppur con intensità molto inferiore all'alleato germanico.   

### Stati Uniti d'America

#### In Medio Oriente
- Abusi a Abu Ghraib (2003-2004): i prigionieri iracheni nella prigione di Abu Ghraib furono sottoposti a torture, abusi e trattamenti disumani da parte delle forze armate statunitensi.[1]

### Unione Sovietica
Vi furono diversi massacri di civili in Germania da parte di sovietici durante la loro avanzata e occupazione del territorio tedesco, tra cui la strage di Nemmersdorf e il massacro di Treuenbrietzen.
Uno studio pubblicato dal governo tedesco nel 1974 ha stimato il numero di vittime civili tedesche di crimini durante l'espulsione dei tedeschi dopo la seconda guerra mondiale tra il 1945 e il 1948 ad oltre 600.000, con circa 400.000 morti nelle aree ad est dell'Oder e della Neiße (circa 120.000 morirono in atti di violenza diretta, in gran parte da parte di truppe sovietiche ma anche da parte di polacchi, 60.000 morirono in campi di concentramento polacchi e 40.000 in campi di concentramento sovietici o in prigioni, principalmente per la fame e per le malattie, 200.000 furono i morti tra i deportati civili tedeschi ai lavori forzati in Unione Sovietica), 130.000 in Cecoslovacchia (di cui 100.000 nei campi) e 30.000 deportati dalla Jugoslavia (circa il 16% morì). Queste cifre non includono i 125.000 morti civili nella battaglia di Berlino.

#### Violenze sessuali
Le stime occidentali del numero tracciabile di vittime di stupro in Germania vanno da 200.000 a 2.000.000. In seguito all'offensiva invernale del 1945, lo stupro di massa avvenne in tutte le principali città prese dall'Armata Rossa. Durante la liberazione della Polonia, in alcuni casi le donne furono violentate in gruppo da ben una dozzina di soldati. In alcuni casi le vittime che non si sono nascoste negli scantinati per tutto il giorno sono state stuprate fino a 15 volte. Secondo lo storico Antony Beevor, in seguito alla cattura di Berlino dell'Armata Rossa nel 1945, le truppe sovietiche violentarono donne e anche ragazzine tedesche di appena otto anni.
Secondo lo storico Norman Naimark, dopo l'estate del 1945, i soldati sovietici trovati mentre violentavano i civili di solito ricevevano punizioni che vanno dall'arresto all'esecuzione. Tuttavia, Naimark sostiene che gli stupri continuarono fino all'inverno del 1947-1948, quando le autorità di occupazione sovietiche finirono per limitare le truppe a posti di guardia. Naimark concluse che "La psicologia sociale delle donne e degli uomini nella zona di occupazione sovietica fu segnata dal crimine di stupro fin dai primi giorni di occupazione, attraverso la fondazione della RDT nell'autunno del 1949, fino al presente".
Secondo Richard Overy, i russi si rifiutarono di riconoscere i crimini di guerra sovietici, in parte "perché sentivano che gran parte di ciò era giustificata vendetta contro un nemico che aveva commesso di molto peggio, e in parte perché scrivevano la storia dei vincitori".
Durante l'invasione russa dell'Ucraina nel 2022, l'esercito russo si è macchiato di crimini contro i cittadini ucraini, già colpiti con la distruzione delle case e con la leva obbligatoria, e furono numerosi crimini sessuali a essere denunciati.